# Laticauda laticaudata
Laticauda laticaudata és una espècie de serp marina verinosa de la subfamília Laticaudinae, de la família Elapidae. Es troba a l'Oceà Índic i Oceà Pacífic Occidental.

## Laticauda spp

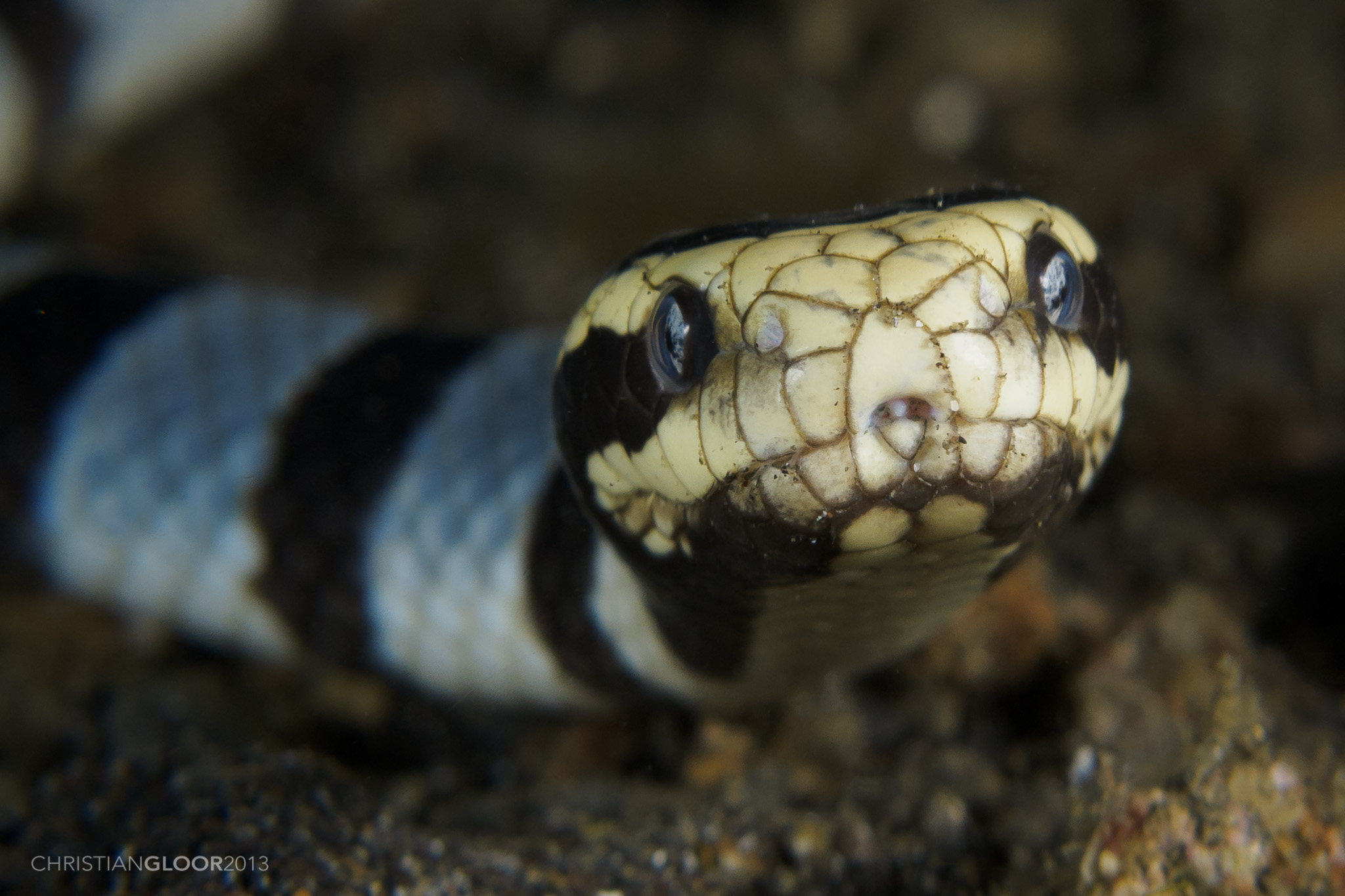
La Laticauda laticaudata

Les serps marines són rèptils marins representatiu vitals pel manteniment dels ecosistemes marins degut al paper que juguen com a depredadors en la part alta de la cadena alimentaria. A més utilitzen àmpliament diversos hàbitats.
Pertanyen a la família Elapidae i com a serps marines tenen característiques tant aquàtiques com terrrestres. La seva cua té forma de pala per tal de poder moure's de forma més eficient en l'aigua però alhora tenen unes escates grans en la part ventral que els permeten arrossegar-se sobre el terra de forma eficient.
Són ovípares i han de tornar al terra per tal de digerir les seves preses i pondre ous.

## Taxonomia
La Laticauda laticaudata va ser una de les moltes espècies descrites originalment per Linné en la desena edició del Systema Naturae, on se li va donar el nom de Coluber laticaudatus.
Hi ha dues subespècies:
- Laticauda laticaudata laticaudata
- Laticauda laticaudata affinis

## Descripció
Es tracta d'una serp de mida mitjana (fins a 120 cm) i té entre 17 i 21 escames llises i imbricades. La longitud total varia amb el sexe: els mascles tenen 910 mm, les femelles tenen 1.070 mm; la longitud de la cua és similar: 110 mm.
El seu cos té una forma elongada i arrodonida, lateralment comprimida a mesura que s'apropa a la cua.
La seva part caudal i la cua són de color cian mentre que la seva part ventral és d'un color blanc/crema.
Les escames ventrals d'aquesta serp són grans, ocupant un terç més de la meitat de l'amplada del seu cos. Les fosses nasals són laterals; les escames nasals estan separades per escames internasals.
No hi ha protector pre-frontal; les escales rostral no estan dividides; les ventrals varien entre 225-243; les subcaudals estan entre 38-47 en mascles, les femelles tenen 30-35.
El seu cap és lleugerament triangular i no es pot distingir del coll. La part més alta del cap és negre i marcada de forma distintiva amb una banda anterior als ulls i que s'estén a ambdues bandes del cap de color crema o cian clar.
Els seus ulls són de mida mitjana amb un iris de color marró fosc cap a negre i una pupila arrodonida també negre, per tant, indistingible de la resta de l'ull
El llavi superior és marró fosc.

## Dieta
Laticauda laticaudata depèn dels esculls de coralls i les àrees rocoses que es troben a la costa per a la digestió, reproducció, recanvi de pell i descans després de depredar en el mar.
S'alimenta en l'ocèa, principalment de morenes i congres i alguns calamars, crancs i peixos. Tot i que depreda bàsicament morenes en els esculls, necessita tornar a terra per tal de poder digerir les seves preses

## Reproducció
Es tracta d'un animal ovípar que necessita retornar a la terra per tal d'aparellar-se i pondre ous. Tot i que podem trobar aquests rèptils en altes densitats en aquelles localitzacions més adequades, rarament trobem nius, la qual cosa, ens fa creure que es necessiten unes condicions molt específicas per tal de niuar.

## Distribució i hàbitat
Aquesta espècie es troba en l'oceà Índic (est de l'Índia, Sri Lanka, Myanmar, Tailàndia, Indonèsia, Filipines), davant les costes de Fujian i Taiwán (ROC), illes Andaman, Bahía de Bengala, les costes de la península Malaya a Nova Guinea, Japó, Polinesia, Melanesia, Illes Salomón, Timor-Leste i Nova Caledonia.
Normalment es troben en esculls de corals i àrees rocoses properes a la costa on en època reproductives s'agreguen.